# 特萬巴赫河
47°05′30″N 7°09′14″E / 47.09154°N 7.15394°E

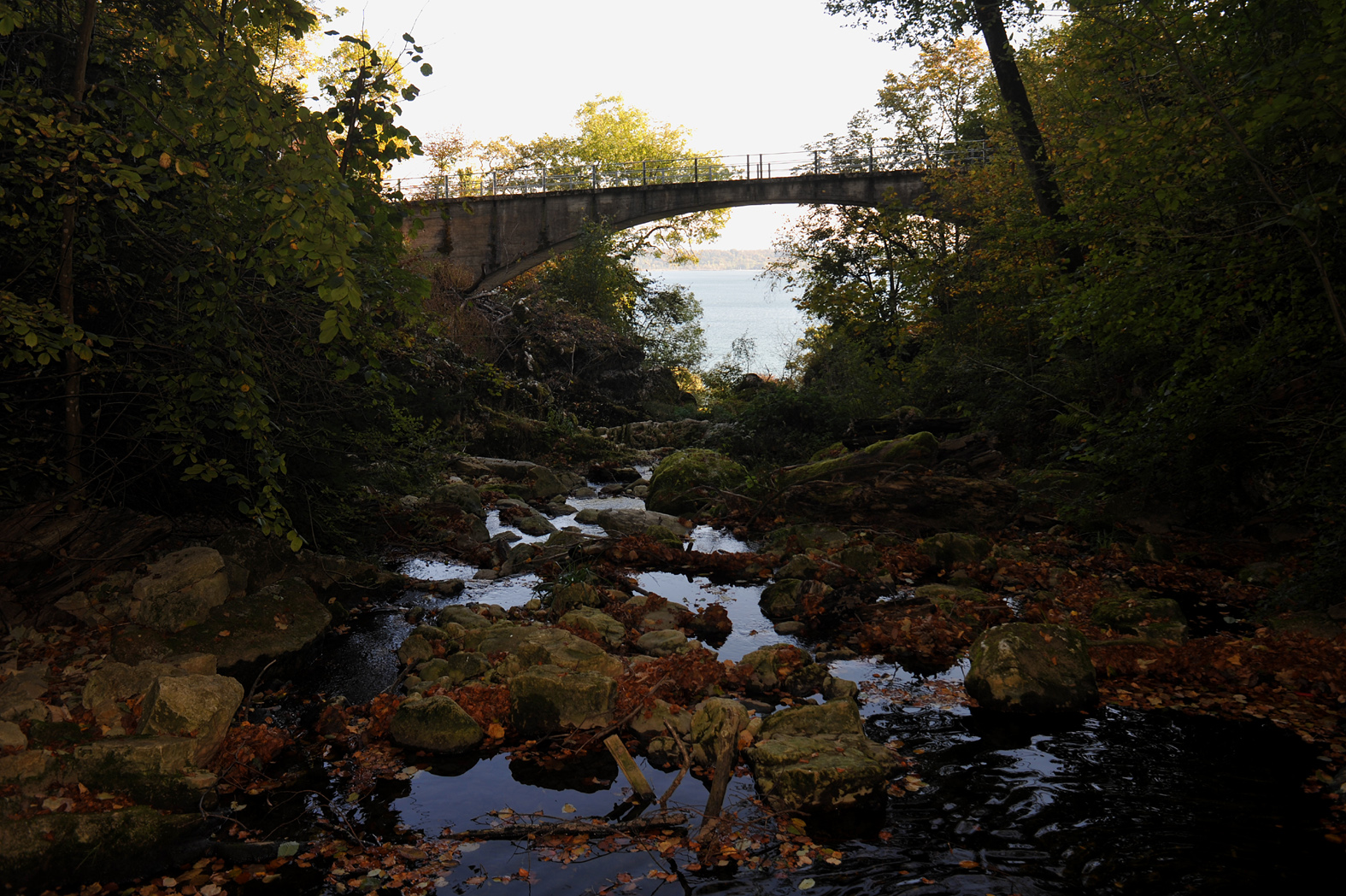

特萬巴赫河是瑞士的河流，位於該國中西部，流經伯恩州，屬於阿勒河的支流，河道全長6公里，流域面積18.8平方公里，發源自普雷勒，最終注入比爾湖。